# Music City Bowl 2016
Match précédent Match suivant
Le Music City Bowl 2016 est un match de football américain de niveau universitaire joué après la saison régulière de 2016, le 30 décembre 2016 au Nissan Stadium de Nashville dans l'état du Tennessee aux États-Unis. 
Il s'agit de la 19e édition du Music City Bowl.
Le match met en présence les équipes des Cornhuskers du Nebraska issus de la Big Ten Conference et des Volunteers du Tennessee issus de la Southeastern Conference.
Il débute à 14 h 30 locales (UTC−06:00) et est retransmis en télévision sur ESPN.
Sponsorisé par la société Franklin American Mortgage Company, le match est officiellement dénommé le  Franklin American Mortgage Music City Bowl.
Tennessee gagne le match sur le score de 38 à 24.

## Présentation du match
| Équipes                                                                                                | Conférences | Entraîneurs | Stats. saison rég. | Classements avant le bowl CFP-AP-Coaches |
| --- | ----------- | ----------- | ------------------ | ---------------------------------------- |
| Cornhuskers du Nebraska                                                                                | Big Ten     | Mike Riley  | 9-3                | NC / 24 / 21                             |
| Volunteers du Tennessee                                                                                | SEC         | Butch Jones | 8-4                | 21 / NC / NC                             |
| Arbitre : Mike Mothershed (Pac-12) Équipe donnée favorite par les bookmakers : Tennessee par 3 points. |             |             |                    |                                          |

Il s'agit de la 3e rencontre entre ces deux équipes.
| Date           | Evénement        | Gagnant  | Score | Perdant   |
| -------------- | ---------------- | -------- | ----- | --------- |
| 2 janvier 1998 | Orange Bowl 1998 | Nebraska | 42-17 | Tennessee |
| 2 janvier 2000 | Fiesta Bowl 2000 | Nebraska | 31-21 | Tennessee |

### Cornhuskers du Nebraska
Avec un bilan global en saison régulière de 9 victoires et 3 défaites, Nebraska est éligible et accepte l'invitation pour participer au Music City Bowl de 2015.
Ils terminent 3e de la West Division de la Big Ten Conference derrière no 9 Wisconsin et Iowa, avec un bilan en division de 6 victoires et 3 défaites.
À l'issue de la saison 2016 (bowl non compris), ils seront classés # 24 au classement AP et # 21 au classement Coaches.
À l'issue de la saison 2016 (bowl compris), ils n'apparaissent plus dans les classements CFP , AP et Coaches.
Il s'agit de leur 1er apparition au Music City Bowl.

### Volunteers du Tennessee
Avec un bilan global en saison régulière de 8 victoires et 4 défaites, Tennessee est éligible et accepte l'invitation pour participer au Music City Bowl de 2016.
Ils terminent 2e de la East Division de la Southeastern Conference derrière no 14 Florida, avec un bilan en division de 4 victoires et 4 défaites.
À l'issue de la saison 2016 (bowl non compris), ils ne sont pas classés dans les classements CFP, AP et Coaches.
À l'issue de la saison 2016 (bowl compris), ils seront classés # 22 au classement AP et # 24 au classement Coaches.
Il s'agit de leur 2e apparition au Music City Bowl (battus le 30 décembre 2010 par North Carolina, 27 à 30).

## Résumé du match
Début du match à 14 h 30 locales, fin à 18 h 16 locales pour une durée de jeu de 3 h 44.
Température de 46 °F, vent de 5 miles/h de Sud-Ouest, temps clair.
| QT          | Temps       | Drive       | Drive       | Drive       | Équipe      | Description de l'action | Score | Score |
| QT          | Temps       | Jeux        | Yards       | TDP         | Équipe      | Description de l'action | NEB   | TENN  |
| ----------- | ----------- | ----------- | ----------- | ----------- | ----------- | --- | ----- | ----- |
| 2           | 13:20       | 4           | 73          | 01:26       | TENN        | TD à la suite d'une course de 28 yards par John Kelly + 1 point de conversion par K Aaron Medley                                 | 0     | 7     |
| 2           | 07:36       | 11          | 66          | 04:44       | TENN        | TD à la suite d'une course de 10 yards par QB Joshua Dobbs + 1 point de conversion par K Aaron Medley                            | 0     | 14    |
| 2           | 01:36       | 3           | 80          | 01:22       | NEB         | TD de 38 yards par Brandon Reilly à la suite d'une réception de passe de QB Ryker Fyfe + 1 point de conversion par K Drew Brown  | 7     | 14    |
| 2           | 00:09       | 9           | 75          | 01:27       | TENN        | TD à la suite d'une course de 2 yards par QB Joshua Dobbs + 1 point de conversion par K Aaron Medley                             | 7     | 21    |
| 3           | 05:52       | 8           | 49          | 03:20       | TENN        | FG de 46 yards par K Aaron Medley                                                                                                | 7     | 24    |
| 3           | 03:26       | 5           | 75          | 02:26       | NEB         | TD de 9 yards par Brandon Reilly à la suite d'une réception de pase de QB Ryker Fyfe+ 1 point de conversion par K Drew Brown     | 14    | 24    |
| 4           | 14:09       | 9           | 76          | 04:09       | TENN        | TD à la suite d'une course de 3 yards par QB Joshua Dobbs + 1 point de conversion par K Aaron Medley                             | 14    | 31    |
| 4           | 12:06       | 6           | 47          | 02:12       | NEB         | FG de 45 yards par K Drew Brown                                                                                                  | 17    | 31    |
| 4           | 10:02       | 5           | 31          | 01:55       | NEB         | TD à la suite d'une course de 9 yards par QB Ryker Fyfe + 1 point de conversion par K Drew Brown                                 | 24    | 31    |
| 4           | 08:45       | 4           | 77          | 01:10       | TENN        | TD de 59 yards par Josh Malone à la suite d'une réception de passe de QB Joshua Dobbs + 1 point de conversion par K Aaron Medley | 24    | 38    |
| Score final | Score final | Score final | Score final | Score final | Score final | Score final | 24    | 38    |

## Statistiques
| Statistiques équipes                        | NEB                    | TENN                   |
| ------------------------------------------- | ---------------------- | ---------------------- |
| 1er Downs                                   | 18                     | 25                     |
| 1er Downs à la passe                        | 5                      | 12                     |
| 1er Downs à la course                       | 12                     | 12                     |
| 1er Downs via pénalité                      | 1                      | 1                      |
| 3e down                                     | 5-16                   | 6-14                   |
| 4e down                                     | 0/2                    | 0/1                    |
| Jeux-yards                                  | 70-318                 | 76-521                 |
| Courses-yards                               | 28-61                  | 38-230                 |
| Yards à la passe                            | 257                    | 291                    |
| Passes tentées-Passes réussies-Intereptions | 19-42-0                | 23-38-0                |
| Fumbles/ Fumbles perdus                     | 3/1                    | 1/1                    |
| Pénalités                                   | 7 pour 41 yards perdus | 6 pour 65 yards perdus |
| Chance de scorer en Redzone                 | 2/2                    | 3/4                    |
| Sack réussis/Yards gagnés                   | 0/0                    | 4/36                   |
| Field Goal                                  | 1/1                    | 1/1                    |
| TD                                          | 3                      | 5                      |
| Temps de possession                         | 28:28                  | 31:32                  |

| Meilleur joueur (MVP) |           |       |
| Nom                   | Équipe    | Poste |
| Joshua Dobbs          | Tennessee | QB    |

| Équipe | Catégorie  | Joueur             | Statistique individuelles      |
| ------ | ---------- | ------------------ | ------------------------------ |
| NEB    | Passes     | Ryker Fyfe         | 17/36, 243 yards, 2 TDs        |
| NEB    | Courses    | Devine Ozigbo      | 7 portées, 66 yards            |
| NEB    | Réceptions | Brandon Reilly     | 4 réceptions, 98 yards, 2 TDs  |
| NEB    | Défense    | Jackson lamar      | 7 tacles en solo et 1 assiste  |
| TENN   | Passes     | Joshua Dobbs       | 23/38, 291 yards, 1 TD         |
| TENN   | Courses    | Joshua Dobbs       | 11 portées , 118 yards, 3 TDs  |
| TENN   | Réceptions | Alvin Kamara       | 7 réceptions, 46 yards         |
| TENN   | Défense    | Damin Kirkland Jr. | 4 tacles en solo et 3 assistes |